# Serhij Senjukow
Serhij Wassyljowytsch Senjukow, (ukrainisch Сергій Васильович Сенюков, russisch Сергей Васильевич Сенюков, engl. Transkription Sergey Senyukov; * 27. Januar 1955 in Czernowitz; † 1. September 1992) war ein  sowjetischer Hochspringer.
1976 wurde er sowjetischer Hallenmeister, siegte er bei den Halleneuropameisterschaften in München und wurde Fünfter bei den Olympischen Spielen in Montreal. Ebenfalls Fünfter wurde er bei den Halleneuropameisterschaften 1978 in Mailand.
Seine persönliche Bestleistung von 2,28 m stellte er am 17. Juli 1977 in Podolsk auf.